# Тестер, Джон
Джон Тестер (англ. Jon Tester; 21 августа 1956, Хавр, Монтана) — американский политик, член Демократической партии, сенатор США от штата Монтана (2007—2025).

## Биография
Родился 21 августа 1956 года в Хавре, штат Монтана. В 1974 году окончил среднюю школу в Биг Сэнди, в 1978 году окончил университет Грейт-Фоллз со степенью бакалавра наук по музыке. Получил фермерский опыт в компании T-Bone Farms в Биг Сэнди, с 1978 по 1980 год работал там же школьным учителем музыки. В 1980—1983 годах состоял в местном Комитете службы защиты почвы, в 1983—1992 годах — член школьного совета Биг Сэнди. В 1990—1995 годах состоял в Комитете службы сельскохозяйственной стабилизации и консервации округа Шоуто, в 1996—1997 годах — в Ассоциации улучшения органических зерновых культур.
В 1999—2006 годах — член Сената Монтаны, в 2001—2003 годах являлся парламентским организатором меньшинства, в 2003—2005 годах — лидером меньшинства, в 2005—2006 годах — председателем Сената.
В 2006 году избран в Сенат США, в 2012 году переизбран. С 12 февраля 2014 по 3 января 2015 года возглавлял Комитет Сената США по индейским делам, в 2015—2017 годах — Комитет Демократической партии по Сенатской избирательной кампании. Является масоном.
Воздержался от голосования по определению кандидата от демократической партии на выборах президента США в 2024 году.
5 ноября 2024 года проиграл выборы в Сенат США от Монтаны республиканцу Тиму Шихи с результатом 45,5 %.

## Личная жизнь
Джон Тестер женат на Шарле Битц (англ. Sharla Bitz), у них двое детей: Кристин и Шон.